# 두바이 국제 금융 센터

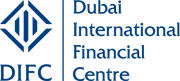

두바이국제금융센터(Dubai International Financial Centre, DIFC)는 아랍에미리트 두바이시에 설치된 금융 자유무역지대이다.
2004년 110 에이커 면적으로 설치되었다.
영어를 사용하는 보통법 재판소인 DIFC 법원이 설치되었다. 영미계 판례법이 적용된다. DIFC는 작은 지방자치단체로서, 아래 행정·사법·감독기구를 다 두고 있는 일종의 미니 정부다. 이어 자치법 제정, 세금 감면, 각종 규제 완화사항을 담은 법률을 내놨다.

## 세계 6위
2012년 현재 전세계에는 53개의 국제금융센터(IFC)가 있다. 그 중 뉴욕국제금융센터, 런던국제금융센터, 싱가포르국제금융센터, 프랑크푸르트국제금융센터, 홍콩국제금융센터 다음으로 6위를 하였다.

## 대한민국
2003년 12월 노무현 정부는 2015년까지 한국을 아시아 3대 금융허브로 만들겠다는 이른바 동북아 '금융허브 로드맵'을 발표했다.
한국은 두바이 보다 1년 앞선 2003년 서울국제금융센터(SIFC)와 부산국제금융센터(BIFC)의 2곳의 금융허브를 만든다는 계획을 발표했다. 2014년 현재 서울국제금융센터가 3개동 모두 준공되었다.
지상 63층, 높이 289m의 부산국제금융센터(BIFC)는 서울 여의도 63빌딩보다 40m나 더 높은 부산 남구지역의 대표적인 마천루다. 단일 업무용도로는 국내 최고 높이이다. 2014년 준공된다.

## 같이 보기
- 상하이국제금융센터